# Irene Baker

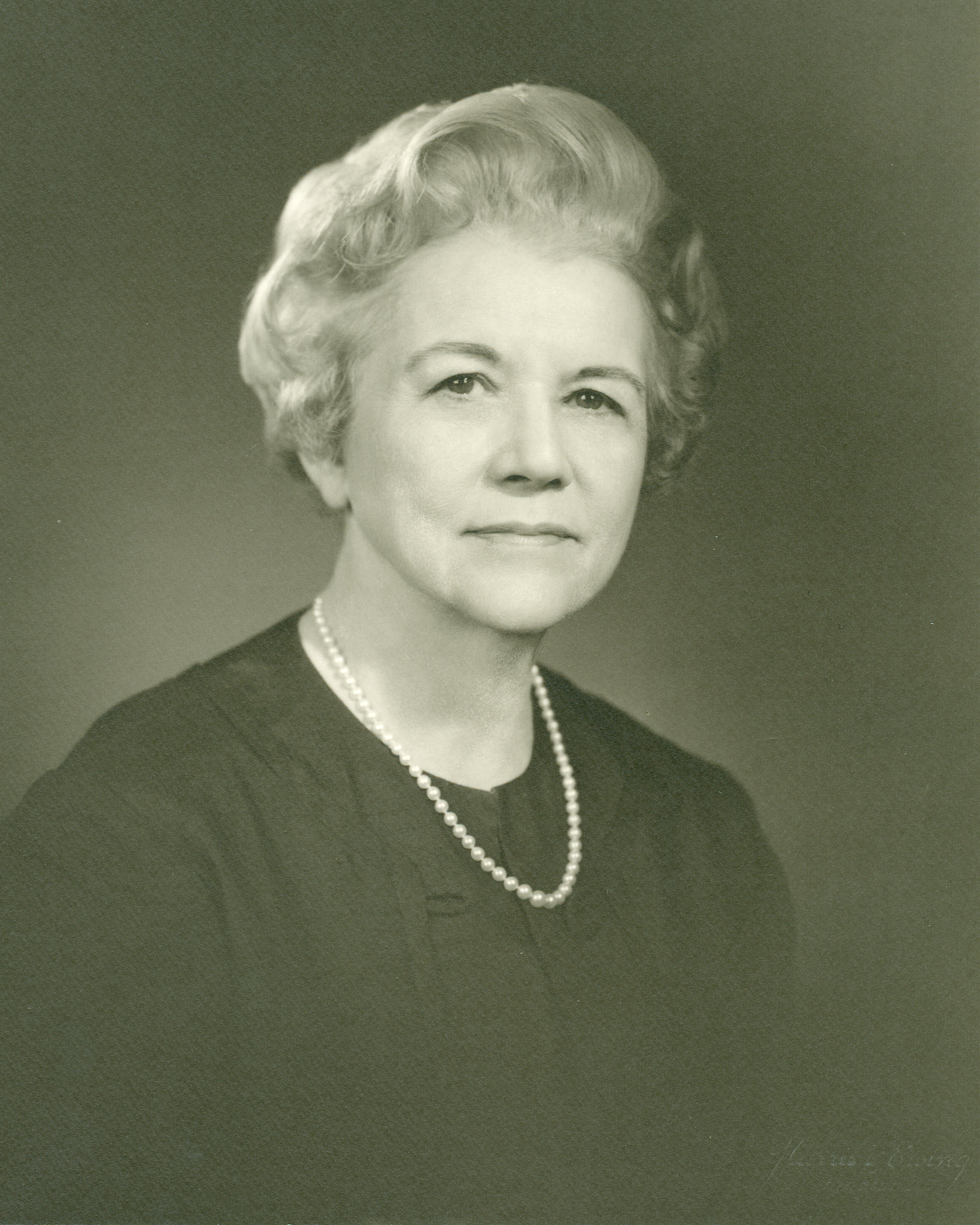
Irene Baker

Irene Bailey Baker (* 17. November 1901 in Sevierville, Sevier County, Tennessee; † 2. April 1994 in Loudon, Tennessee) war eine US-amerikanische Politikerin (Republikanische Partei). Zwischen 1964 und 1965 vertrat sie den Bundesstaat Tennessee im US-Repräsentantenhaus.

## Werdegang
Edith Irene Bailey, so ihr Geburtsname, besuchte die öffentlichen Schulen ihrer Heimat und studierte danach Musik. Zwischen 1918 und 1924 war sie stellvertretende Gerichtsdienerin an verschiedenen Gerichten in Tennessee. Nach dem Tod ihres ersten Mannes war sie für die Tennessee Valley Authority (TVA) tätig. Im Jahr 1935 heiratete sie den späteren Kongressabgeordneten Howard Henry Baker. Damit wurde sie auch zur Stiefmutter des 1925 geborenen späteren US-Senators Howard Baker und von dessen Schwester. Mit ihrem Mann hatte sie eine gemeinsame Tochter.
Wie ihr Mann war auch Irene Baker Mitglied der Republikanischen Partei. Zwischen 1960 und 1964 war sie Mitglied des Republican National Committee. Nach dem plötzlichen Tod ihres Mannes, der zu diesem Zeitpunkt noch Kongressabgeordneter war, wurde sie bei der fälligen Nachwahl für den zweiten Sitz von Tennessee als dessen Nachfolgerin in das US-Repräsentantenhaus in Washington, D.C. gewählt, wo sie am 10. März 1964 ihr neues Mandat antrat. Sie hatte von Anfang an erklärt, nur die angebrochene Legislaturperiode ihres verstorbenen Mannes beenden zu wollen, und hielt sich an dieses Versprechen, indem sie auf eine erneute Kandidatur bei den Kongresswahlen des Jahres 1964 verzichtete. Bis zum 3. Januar 1965 beendete sie die laufende Amtszeit. Während ihrer Zeit als Abgeordnete war sie Mitglied im House Committee on Government Operations. Sie setzte sich für einen ausgeglichenen Haushalt ein und förderte unter anderem den Kohlebergbau, die TVA und die Entwicklung der Atomenergie.
Nach ihrem Ausscheiden aus dem US-Repräsentantenhaus war Baker zwischen 1965 und 1971 für die Stadt Knoxville als Leiterin des Sozialamtes tätig. Sie verbrachte auch ihren Lebensabend in dieser Stadt. Irene Baker starb am 2. April 1994 in Loudon.